# Phương Anh (ca sĩ sinh 1993)
Trần Thị Phương Anh (sinh ngày 15 tháng 4 năm 1993) thường được biết đến với nghệ danh Phương Anh Bolero, là một nữ ca sĩ thành công với dòng nhạc Bolero, trữ tình và là chị ruột của nữ ca sĩ Phương Ý (sinh ngày 21 tháng 3 năm 1996) - Thần Tượng Bolero 2019.

## Tiểu sử
— Phương Anh
Phương Anh sinh ngày 15 tháng 4 năm 1993 tại thị xã Buôn Hồ, tỉnh Đắk Lắk, trong một gia đình Công Giáo có 6 anh chị em, cô là người con thứ 5. Ba mẹ cô là người gốc Huế vào Buôn Ma Thuột lập nghiệp và sinh sống. Phương Anh đam mê ca hát từ nhỏ và thường tham gia các hoạt động văn nghệ của trường từ thời tiểu học.
Khi vào Thành phố Hồ Chí Minh, Phương Anh theo học tại Nhạc viện Thành phố Hồ Chí Minh để trau dồi và nâng cao khả năng âm nhạc của mình, đồng thời vẫn là thành viên tích cực trong ca đoàn Phục Sinh.
Không lâu sau đó, cô được một người bạn giới thiệu đăng ký tham gia sân chơi Thần tượng Bolero (mùa 1) và bất ngờ đến với cô khi tiến sâu đến top 4 của chương trình. Kết quả cô nhận giải Á quân của cuộc thi Thần tượng Bolero (mùa 1) năm 2016. Sau cuộc thi Phương Anh nhận được nhiều sự chú ý và yêu thích của nhiều người, nhưng vì phải hoàn tất học phần tại nhạc viện, cô không tham gia hoạt động ca hát nhiều.
Hiện tại, Phương Anh vẫn xuất hiện ở các sân khấu, phòng trà và được những khán giả yêu dòng nhạc bolero yêu thích, mến mộ.
Cô cũng tạo một kênh YouTube với gần 700 ngàn người theo dõi vào năm 2022 và chuơng trình Bolero & Em do Trung tâm Thuý Nga thực hiện cũng đánh dấu sự xuất hiện lần đầu tiên của cô biểu diễn ở bên hải ngoại cùng với người em ruột của mình.

## Album
| Tiêu đề              | Năm phát hành | Định dạng           |
| -------------------- | ------------- | ------------------- |
| Nhật Ký Hai Đứa Mình | 2017          | CD                  |
| Ước Nguyện Đầu Xuân  | 2018          | Tải kĩ thuật số, CD |
| Hoa Tím Mười Giờ     | 2019          | CD                  |

## Các tiết mục biểu diễn trên sân khấu hải ngoại

### Trung tâm Thúy Nga

#### Chương trình Liveshow
| STT | Tiết mục                         | Thể hiện với | Chương trình | Năm  |
| --- | -------------------------------- | ------------ | ------------ | ---- |
| 1   | Sao Anh Đành Phụ Em (Thái Thịnh) | Solo         | Bolero & Em  | 2024 |
| 2   | Em Còn Tuổi 15 (Hoàng Phương)    | Solo         | Bolero & Em  | 2024 |
| 3   | Qua Cơn Mê (Trịnh Lâm Ngân)      | Phương Ý     | Bolero & Em  | 2024 |

#### Chương trình Thúy Nga Music Box
| STT | Tiết mục                      | Thể hiện với | Chương trình           | Năm  |
| --- | ----------------------------- | ------------ | ---------------------- | ---- |
| 1   | Ngày Sau Sẽ Ra Sao (Vân Tùng) | Phương Ý     | Thúy Nga Music Box #62 | 2025 |
| 2   | Đổi Thay (Lê Mộng Bảo)        | Solo         | Thúy Nga Music Box #62 | 2025 |
| 3   | Nước Cuốn Hoa Trôi (Hồng Vân) | Phương Ý     | Thúy Nga Music Box #62 | 2025 |
| 4   | Đoạn Tuyệt (Thái Thịnh)       | Phương Ý     | Thúy Nga Music Box #62 | 2025 |
| 5   | Đoạn Buồn Đêm Mưa (Tú Nhi)    | Solo         | Thúy Nga Music Box #62 | 2025 |
| 6   | Biển Tuyết (Anh Thy)          | Phương Ý     | Thúy Nga Music Box #62 | 2025 |

## Giải thưởng
| Năm  | Giải thưởng               | Hạng mục                                                                                              | Tác phẩm                                                         | Kết quả   |
| ---- | ------------------------- | --- | ---------------------------------------------------------------- | --------- |
| 2016 | Thần tượng Bolero (mùa 1) | — | —                                                                | Á quân    |
| 2018 | Giải Mai vàng 2018        | Ca sĩ hát nhạc âm hưởng dân ca và truyền thống cách mạng Top 10 nghệ sĩ được yêu thích nhất trong năm | Mưa chiều miền Trung (Hồng Xương Long)                           | Đoạt giải |
| 2020 | Giải Mai vàng 2020        | Ca sĩ hát nhạc âm hưởng dân ca và truyền thống cách mạng                                              | Thương lắm miền trung ơi (Hoài Duy)                              | Đoạt giải |
| 2022 | Giải Mai vàng 2022        | Nữ ca sĩ được yêu thích nhất                                                                          | Công danh nào bằng mẹ (lời: Tuấn Sông Thu, nhạc: Phạm Hồng Biển) | Đoạt giải |